# یواس‌اس استر (۱۸۶۴)
یواس‌اس استر (۱۸۶۴) (به انگلیسی: USS Aster (1864)) یک کشتی بود که طول آن not known بود.